# Old Dirt Road
Old Dirt Road är en låt av John Lennon och Harry Nilsson, utgiven 1974 på albumet Walls and Bridges. Lennon och Harry Nilsson umgicks en del under Lennons Lost Weekend. När sedan Lennon och May Pang reste tillbaka till New York träffades de två och skrev Old Dirt Road tillsammans.